# پنجزاری‌ماهی طلایی
پنجزاری‌ماهی طلایی (نام علمی: Photopectoralis aureus) نام یک گونه از تیره پنجزاری‌ماهیان است.